# Lucília Villa-Lobos
Lucília Villa-Lobos (Paraíba do Sul, 26 de maio de 1886 — Rio de Janeiro, 25 de maio de 1966) foi  pianista e professora de música brasileira. Fez seus estudos no antigo Instituto Nacional de Música.
Foi importante intérprete da obra de Heitor Villa-Lobos durante 22 anos, tendo se casado com este em 1913. Foi precursora do ensino da música e do canto em escolas públicas do Brasil, uma vez que teve grande atuação no magistério público como orientadora do Serviço de Educação Musical e Artística, onde ministrou cursos de canto orfeônico para outros professores. Dirigiu o Coro Padre José Mauricio na Escola Normal Orsina da Fonseca, que recebeu prêmio do Ministério da Cultura do Brasil. Em 1935 organizou o coro do Santo Cristo, no Rio de Janeiro. No natal do mesmo ano, realizou sua estreia na Rádio Tupi, onde teve aclamação do grande público, tendo realizado apresentações por todo o Brasil. Ela também criou o conjunto Vozes do Brasil, onde formou 15 professores de canto.
Ela também era poetisa e escreveu muitas letras para cânticos integrados ao repertório de orfeões escolares, além de arranjos de cantigas folclóricas e sertanejas. Uma de suas principais obras, Hino ao Sol, que foi regida diversas vezes por Villa-Lobos, foi apresentada em Praga no ano de 1936, no idioma tcheco. Escreveu também outras canções de sucesso, como "Despertar", "Bendita é a nossa terra" e "Meu Sertão".
Ela veio a falecer em 25 de maio de 1966, na véspera do seu aniversário de 80 anos. 